# Acuario de Berlín
El Acuario de Berlín (del alemán: Aquarium Berlin) es uno de los acuarios más grandes de Alemania.Se encuentra en Berlín, la capital del país. El acuario fue construido en 1913 como parte del complejo del Jardín Zoológico de Berlín. Desde su apertura el Zoológico-Acuario ha sido clasificado entre los acuarios públicos con mayor biodiversidad del mundo. Con un boleto separado o conjunto se puede visitar tanto el acuario como el zoológico.

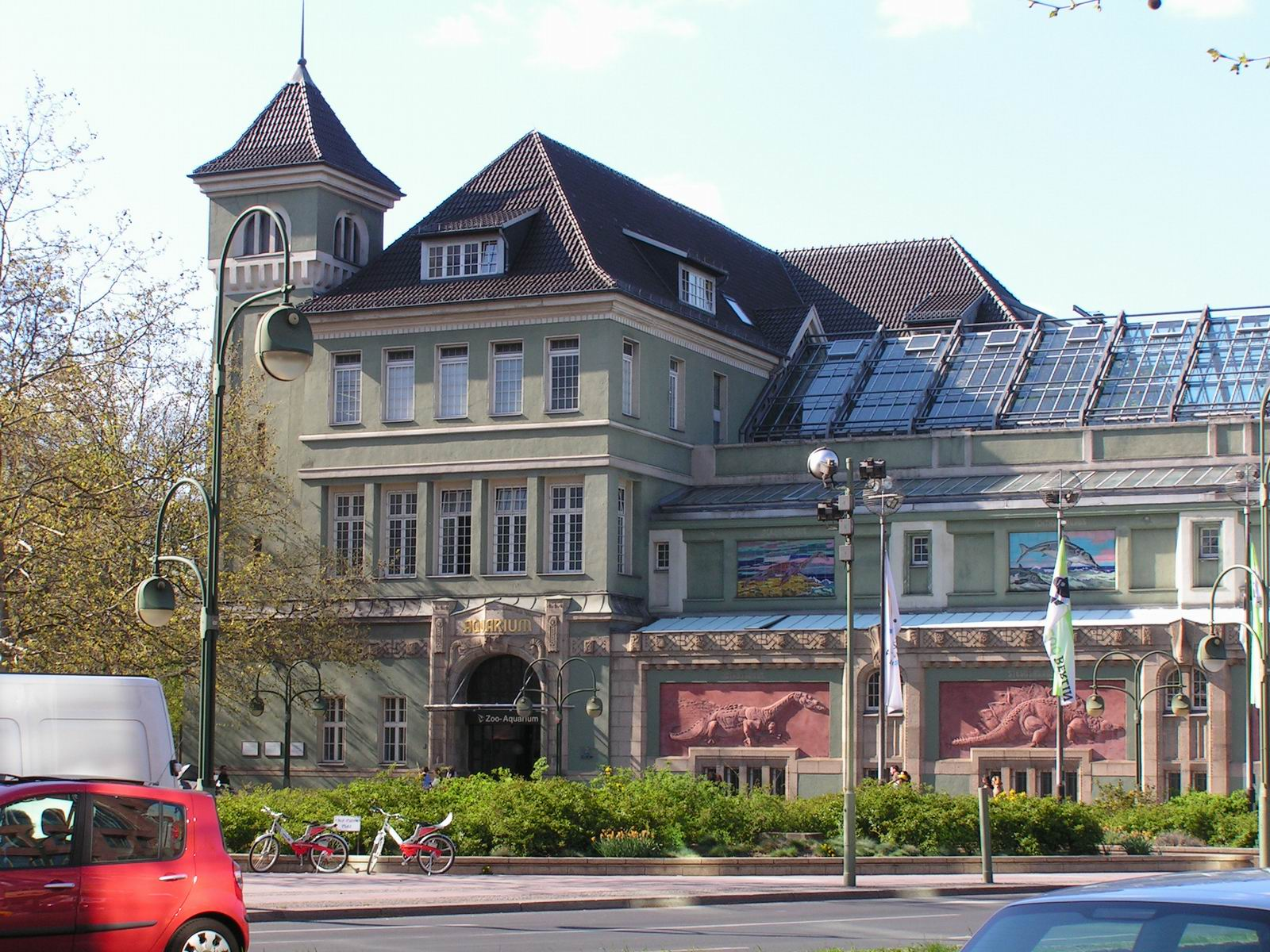
El edificio del acuario de Berlín.

 Más de 9.000 animales se presentan en tres plantas. Contiene medusas, peces tropicales y nativos, cocodrilos, y una amplia variedad de insectos.